# CRUX
Crux – zoptymalizowana pod architekturę i686 dystrybucja GNU/Linuksa, adresowana do doświadczonych użytkowników. Nie jest oparta na żadnej innej dystrybucji.
System opiera się na oprogramowaniu rozprowadzanym w pakietach tar.gz i skryptach startowych wzorowanych na BSD. Głównym założeniem jest koncepcja KISS, mająca na celu zachowanie prostoty działania systemu. CRUX posiada wbudowany system portów pozwalający w prosty sposób instalować i aktualizować oprogramowanie.
W przeciwieństwie do innych dystrybucji, celem CRUX nie jest popularność czy liczba funkcji. Ideą jest wydanie sprawnej dystrybucji kierowanej do specyficznych odbiorców potrzebujących systemu bez kompromisów i którzy są w stanie go dostosować do swoich potrzeb.
Nazwa CRUX nie jest skrótem. Jej pomysłodawca, Per Lidén, uznał, że „po prostu fajnie brzmi”.

## Wydania
| Wersja | Data wydania |
| ------ | ------------ |
| 3.6.1  | 2020-12-12   |
| 3.6    | 2020-12-08   |
| 3.5    | 2019-06-11   |
| 3.4    | 2018-05-12   |
| 3.3    | 2017-02-11   |
| 3.2    | 2015-11-22   |
| 3.1    | 2014-07-16   |
| 3.0    | 2013-01-18   |
| 2.8    | 2012-10-24   |
| 2.7.1  | 2011-11-25   |
| 2.7    | 2010-10-02   |
| 2.6    | 2009-09-08   |
| 2.5    | 2008-12-18   |
| 2.4    | 2007-12-22   |
| 2.3    | 2007-03-20   |
| 2.2    | 2006-04-09   |
| 2.1    | 2005-04-25   |
| 2.0    | 2004-03-20   |
| 1.3.1  | 2004-02-20   |
| 1.3    | 2003-12-06   |
| 1.2    | 2003-08-11   |
| 1.1    | 2003-03-23   |
| 1.0    | 2002-12-14   |
| 0.9.4  | 2002-09-12   |
| 0.9.3  | 2002-04-14   |
| 0.9.2  | 2002-01-20   |
| 0.9.1  | 2001-12-03   |
| 0.9    | 2001-07-07   |
| 0.8    | 2001-06-10   |
| 0.7    | 2001-04-06   |
| 0.6    | 2001-03-11   |
| 0.5.4  | 2001-03-03   |
| 0.5.3  | 2001-02-11   |
| 0.5.2  | 2001-02-04   |
| 0.5.1  | 2001-01-30   |
| 0.5    | 2001-01-20   |